# Алино
Алино е село в Западна България. То се намира в община Самоков, Софийска област.

## География
Алино се намира в полите на Плана планина.

## История
Според народните предания името на селото в сегашния си вид, датира от 17 век. Тогава е имало голям пожар, изпепелил цялото село и пламъците, оцветени в алено на фона на нощното небе, дали името на селото.
При избухването на Балканската война в 1912 година един човек от Алино е доброволец в Македоно-одринското опълчение.

## Население
Численост на населението според преброяванията през годините:
| \| Година на преброяване \| Численост \| \| --------------------- \| --------- \| \| 1934 \| 1879 \| \| 1946 \| 2068 \| \| 1956 \| 1910 \| \| 1965 \| 1410 \| \| 1975 \| 1019 \| \| 1985 \| 732 \| \| 1992 \| 546 \| \| 2001 \| 432 \| \| 2011 \| 271 \| \| 2019 \| 215 \| \| 2021 \| 366 \| |           |
| Година на преброяване | Численост |
| 1934 | 1879      |
| 1946 | 2068      |
| 1956 | 1910      |
| 1965 | 1410      |
| 1975 | 1019      |
| 1985 | 732       |
| 1992 | 546       |
| 2001 | 432       |
| 2011 | 271       |
| 2019 | 215       |
| 2021 | 366       |

## Религии
Изконната религия, изповядвана в селото, е традиционно източноправославна.

## Обществени институции
Кметство и пощенска станция.

## Културни и природни забележителности
В близост до селото, на около 6 – 7 км в североизточна посока в Плана планина се намира Алинския манастир „Свети Спас“ – паметник на културата с уникални стенописи (изографисан през 1626 г.). В близост до манастира се намира и т.н. Момина сълза. Тя представлява скала, от която непрекъснато капят капки лековита вода, наподобяващи сълзите на плачеща девойка. Наблизо са и останките от средновековната крепост Алинско кале. Непосредствено до селото има няколко тракийски надгробни могили, които са най-ранното историческо свидетелство за живота по тези земи. Те са разкопавани нееднократно от иманяри. На около километър в западна посока, сред равното поле-в местността „Св. Рангел“ може да се види внушителен каменен саркофаг (римски), който местните хора наричат Момата, поради специфичната му форма. През месец юли 2009 г. храмът „Св. Николай“ богат на ценни стенописи и икони е обявен за паметник на културата-църквата е разположена в близост до центъра на селото. На 20 юли 2011 г. е открит и осветен нов параклис „Свети пророк Илия“ в едноименната местност.
Непосредствено над селото сред красива борова гора има много приятен язовир, който е популярен сред риболовците в региона.
Традиционният събор на селото се организира в последната събота на месец август. Освен него в селото се отбелязват традиционни празници като Тодоровден, Спасовден. Традициите и обичаите са съхранени в годините, те се предават от поколение на поколение. В селото има добре развита културна дейност в лицето на фолклорната група за автентичен фолклор. Групата популяризира и рекламира селото чрез участия в различни ТВ и радио програми и предавания.